# Заря (модуль МКС)

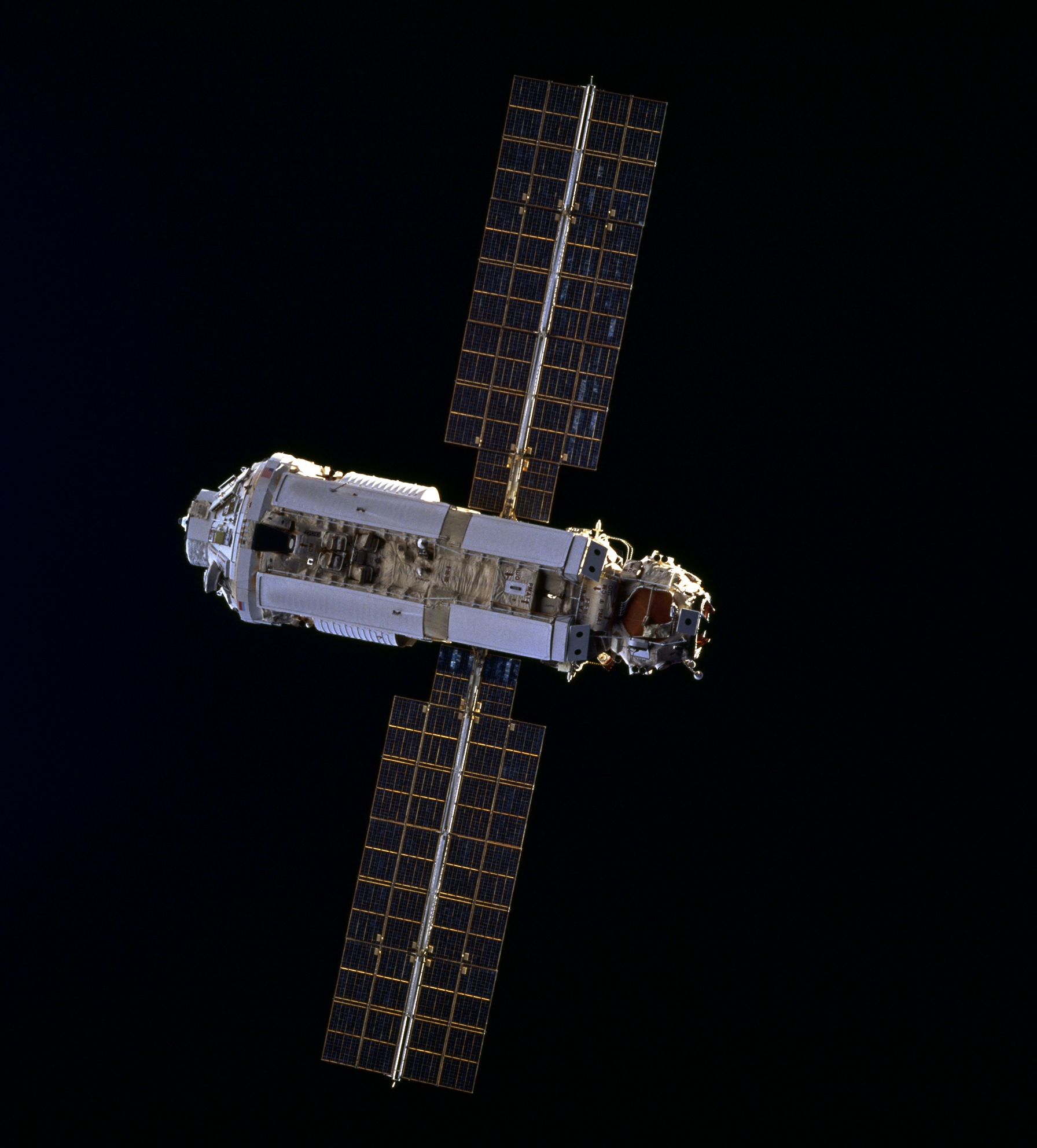
Модуль «Заря» знятий з борту STS-88 — перший модуль майбутньої станції, 1998

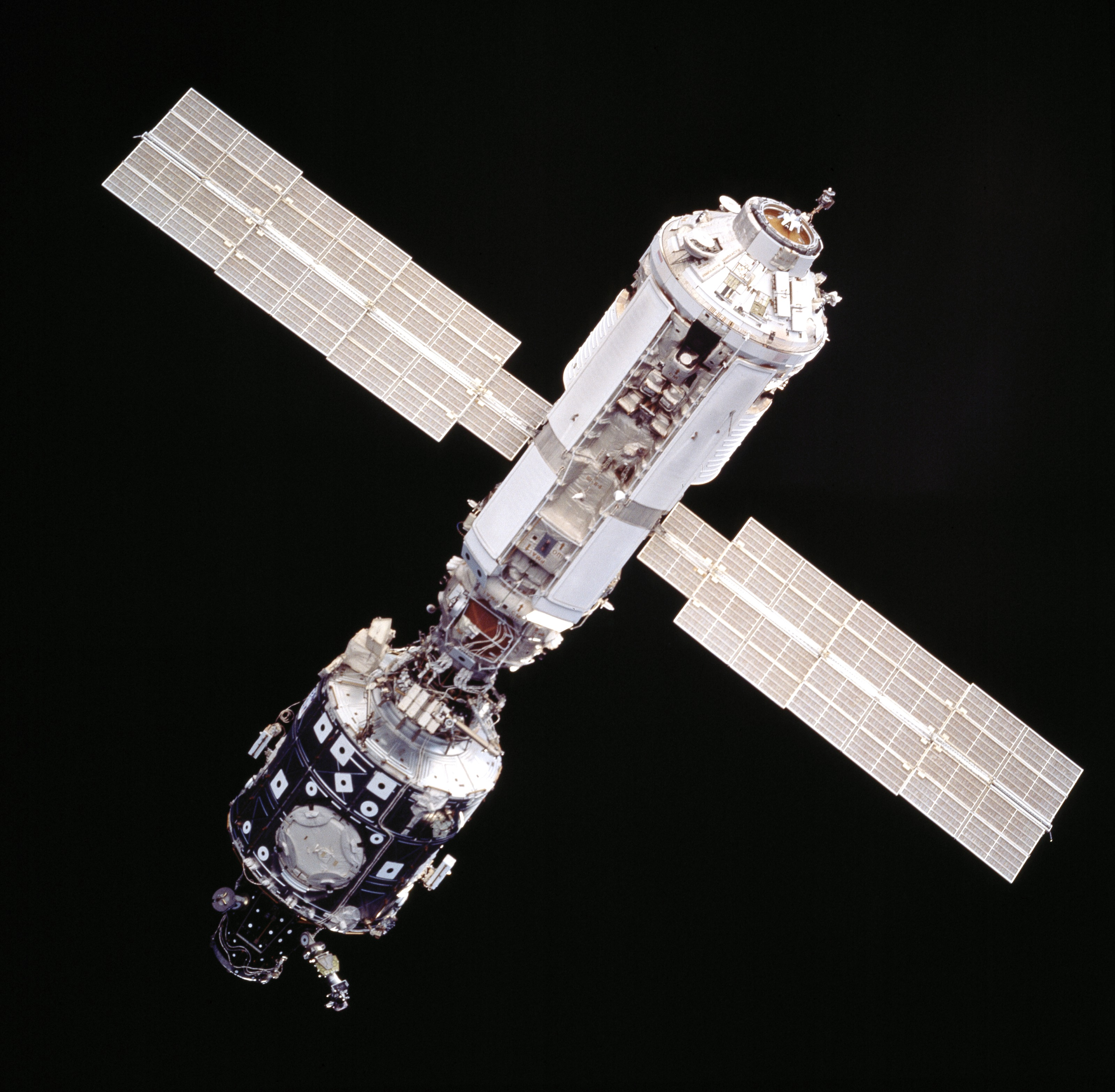
Модулі «Юніті» й «Заря» з борту STS-101, 1998

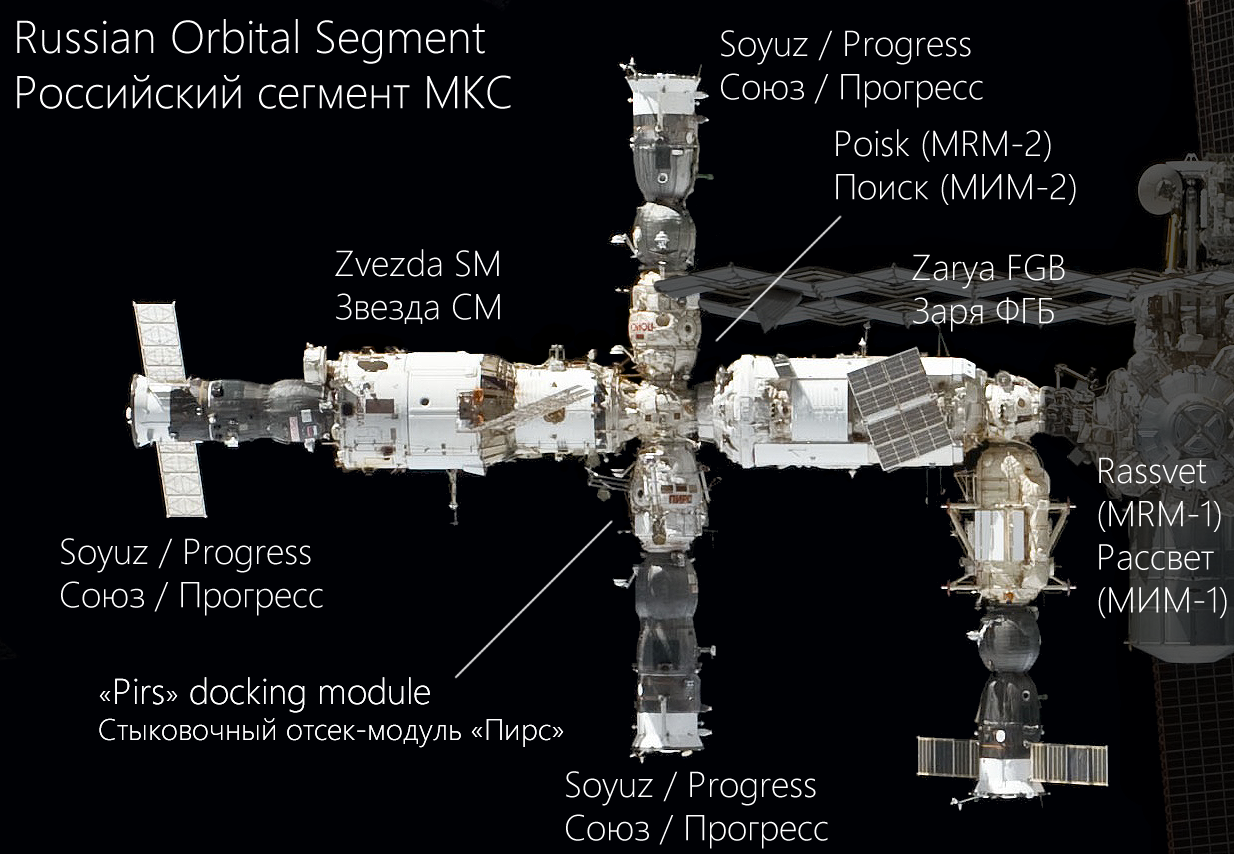
Російський орбітальний сегмент

Функціонально-вантажний блок «Заря» (рос. Заря, Зоря або Зірка) — один з модулів Російського сегмента Міжнародної космічної станції. Інша назва — Функціонально-вантажний блок (ФВБ).
Хоч модуль створювався в СРСР, виготовлявся на заводі імені М. В. Хрунічева в Москві і відноситься до російського сегменту МКС, проте є власністю НАСА, оскільки фінансування здійснювали американці.
Запуск «Зарі» відбувся за планом, 20 листопада 1998; її вивела на орбіту ракета «Протон». Цей модуль «рідний брат» важких модулів «Миру», створений на базі функціонального вантажного блоку транспортного корабля постачання, і маса близько 20 т. З цим запуском почалось розгортання на орбіті МКС.

## Історія
Модуль 77км № 17501 «Заря» був створений з використанням матеріалів і комплектуючих російського виробництва на базі важкої багатоцільової платформи (функціонально-вантажний блок 11Ф77), що застосовувалася на  Транспортних кораблях постачання 11Ф72 («Космос-929», «Космос-1267», «Космос-1443», «Космос-1686») і успішно пройшла випробування у складі орбітальних станцій «Салют-6», «Салют-7» в 1981-87. Пізніше вона була використана на спеціалізованих модулях 77-ї серії для орбітального комплексу 27КС «Мир». У рамках модулів 77-ї серії з 1989 по 1996 в  Центрі Хрунічева були виготовлені модулі дооснащення 77КСД № 17101 «Квант-2», стикувально-технологічний 77КСТ № 17201 «Кристал», оптичний 77КСО № 17301 «Спектр» і дослідницько-екологічний 77КСІ № 17401 «Природа».

## Розробка і будівництво
Модуль був побудований російським  ДКНВЦ ім. Хрунічева на замовлення американської сторони і є власністю НАСА. Система управління модулем розроблена харківським ВАТ «Хартрон». Проект російського модуля був обраний американцями замість пропозиції компанії Локхід, модуля «Bus-1», завдяки меншим фінансовим затратам (220 млн дол замість 450 млн дол). За умовами контракту ДКНВЦ також зобов'язався побудувати дублерний модуль, ФГБ-2. При розробці та будівництві модуля інтенсивно використовувався технологічні напрацювання за  транспортним кораблем постачання, на основі якого раніше були побудовані деякі модулі  орбітальної станції «Мир». Значною перевагою цієї технології було повне енергопостачання за рахунок  сонячних батарей, а також наявність власних двигунів, що дозволяють маневрування і коригування положення модуля в просторі.

## Базова конструкція
Модуль має циліндричну форму з кулястим головним відсіком і  конічною кормою, його довжина 12,6 м при максимальному діаметрі 4,1 м. Дві панелі сонячних батарей, габарити яких 10,7 м х 3,3 м, створюють середню потужність 3 кіловати. Енергія зберігається в шести акумуляторних нікель- кадмієвих батареях. «Зоря» оснащена 24 середніми і 12 малими двигунами для коригування просторового положення, а також двома великими двигунами для орбітальних маневрів. 16 баків, закріплених ззовні модуля, можуть містити до шести тонн палива. Для подальшого розширення станції, «Зоря» має три пасивні  стикувальні вузли. Один з них на кормі і до нього з 26 липня 2000 пристикований модуль «Зірка». Інший стикувальний вузол розташований в носовій частині, і до нього з 6 грудня 1998 пристикований модуль «Юніті». Третій, надирний, пасивний стикувальний вузол використовувався для стикування кораблів постачання, з 18 травня 2010 до нього пристикований модуль Рассвєт.

## Запуск і установка

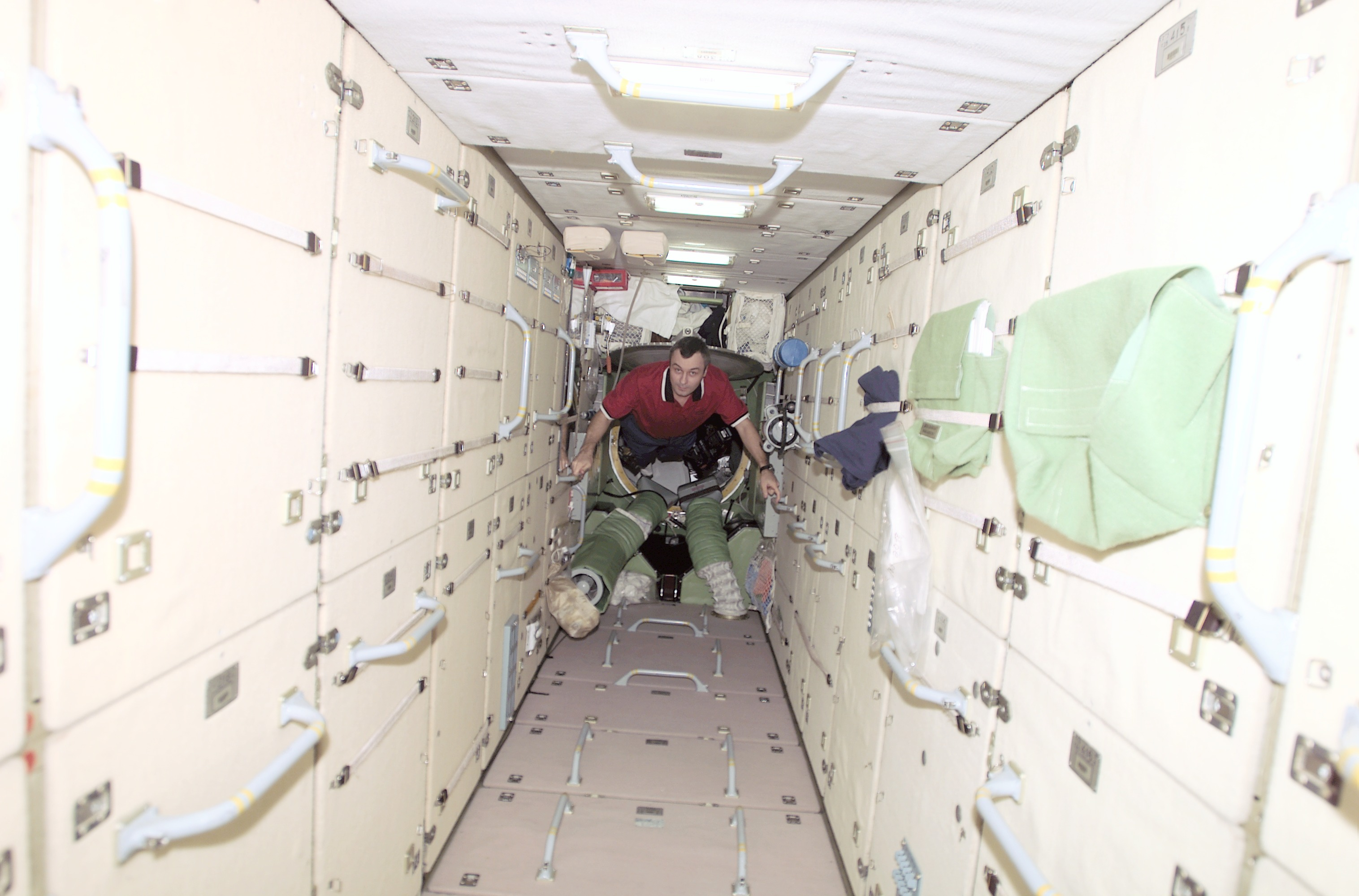
Вигляд модуля зсередини

«Заря» була запущена 20 листопада 1998 ракетою-носієм « Протон-К» з космодрому Байконур. Стартова маса становила 20,2646 тонн. Через 15 днів після успішного запуску до «Зарі» в рамках польоту шаттла «Індевор» STS-88 був приєднаний перший американський модуль «Юніті». Протягом трьох виходів у відкритий космос «Юніті» був підключений до систем електроживлення та комунікації «Зарі», змонтовано зовнішнє обладнання.

## Завдання
До 2000 «Заря» виконувала функції енергопостачання станції, а також управління орієнтацією і підтримкою температурного режиму. Після стикування з модулем «Зірка» 26 липня 2000, більшість цих функцій були передані з «Зарі» на новий компонент станції. У міру розширення станції решта функцій були передані іншим модуля. Незмінною залишається функція модуля як сховища палива та склад. Також «Заря» містить простір для автоматичного проведення експериментів. 18 травня 2010 на надірний порт був встановлений Малий Дослідницький Модуль «Рассвет» (Світанок).
З 2012 року з модуля «Пірс» на модуль «Заря» було переміщено один кран-маніпулятор «стріла».

## Параметри
Основні технічні характеристики:
| Основні технічні характеристики                                            | Основні технічні характеристики |
| -------------------------------------------------------------------------- | ------------------------------- |
| Параметр                                                                   | Значення                        |
| Маса на орбіті, кг                                                         | 20 260                          |
| Довжина по корпусу, мм                                                     | 12 990                          |
| Обсяг герметичних відсіків, м³                                             | 71,5                            |
| Розмах сонячних батарей, мм                                                | 24400                           |
| Площа фотоелектричних елементів, м²                                        | 28                              |
| Гарантована середньодобова потужність електропостачання напругою 28 в, кВт | 3                               |
| Маса палива, що кг                                                         | до 6100                         |
| Тривалість функціонування на орбіті                                        | 15 років                        |